# شتانيسلاوس كوبيرسكي
شتانيسلاوس كوبيرسكي (بالألمانية: Stanislaus Kobierski)‏ (15 نوفمبر 1910 – 18 نوفمبر 1972) لاعب كرة قدم ألماني راحل كان يجيد اللعب في خط الهجوم .
لعب طوال مسيرته الرياضية في أندية تشفارتز-فيس دوسيلدورف وفورتونا دوسيلدورف.
مثل منتخب ألمانيا في 26 مباراة مسجلا 9 أهداف (1931-1941). شارك مع منتخب ألمانيا في بطولة كأس العالم 1934 في إيطاليا حيث احتل المركز الثالث. يذكر بأنه سجل أول أهداف منتخب ألمانيا في تاريخ بطولات كأس العالم ولكن في المباراة الأولى في مرمى منتخب بلجيكا حيث انتهت المباراة بالفوز 5-2.

## وصلات خارجية
- شتانيسلاوس كوبيرسكي على موقع الاتحاد الدولي (مؤرشف)  (الإنجليزية)
- شتانيسلاوس كوبيرسكي على موقع قاعدة بيانات كرة القدم.إي يو (الإنجليزية)
- شتانيسلاوس كوبيرسكي على موقع بيانات كرة القدم. دي إي (الألمانية)
- شتانيسلاوس كوبيرسكي على موقع ناشيونال فوتبول تيمز (الإنجليزية)
- شتانيسلاوس كوبيرسكي على موقع Soccerway.com (الإنجليزية)
- شتانيسلاوس كوبيرسكي على موقع عالم كرة القدم.نت (الإنجليزية)
- سيرة ذاتية